# Dallas Cowboys 2013
La stagione 2014 dei Dallas Cowboys è stata la 54ª della franchigia nella National Football League e la terza completa con come capo-allenatore Jason Garrett. Per la terza stagione consecutiva la squadra concluse con un record di 8-8 e per la quarta consecutiva mancò i playoff.

## Scelte nel Draft 2013
| Giro | Scelta | Giocatore         | Ruolo         | College          |
| ---- | ------ | ----------------- | ------------- | ---------------- |
| 1    | 31     | Travis Frederick  | Centro        | Wisconsin        |
| 2    | 47     | Gavin Escobar     | Tight end     | San Diego State  |
| 3    | 74     | Terrance Williams | Wide receiver | Baylor           |
| 3    | 80     | J.J. Wilcox       | Safety        | Georgia Southern |
| 4    | 114    | B.W. Webb         | Cornerback    | William & Mary   |
| 5    | 151    | Joseph Randle     | Running back  | Oklahoma State   |
| 6    | 185    | DeVonte Holloman  | Linebacker    | South Carolina   |

## Staff
| Staff dei Dallas Cowboys nel 2013 |
| --- |
| Organi dirigenziali - Proprietario/Presidente/General Manager: Jerry Jones - Vice Presidente Esecutivo/Direttore del personale: Sthephen Jones - Vice Presidente Esecutivo/Capo Marketing: Jerry Jones Jr. - Vice Presidente Esecutivo/Presidente della charity foundation: Charlotte Jones Anderson Capo allenatore - Jason Garrett Altri allenatori - Assistente del capo allenatore/Wide Receiver: Jimmy Robinson - Sviluppo della forza e della condizione: Mike Woicik - Assistente dello sviluppo della forza e della condizione: Brett Bech e Kendall Smith - Assistente dell'attacco/difesa: Dave Borgonzi - Qualità e controllo dell'attacco/Wide Receiver: Keith O'Quinn - Qualità e controllo/Linebacker: Ben Bloom Allenatori dell'attacco - Coordinatore dell'attacco/Offensive Line: Bill Callahan - Quarterback: Wade Wilson - Running back: Gary Brown - Wide receiver: Derek Dooley - Tight End: Wes Phillips - Assistente Offensive Line: Frank Pollak Allenatori della difesa - Coordinatore della difesa: Monte Kiffin - Assistente della difesa/Defensive Line: Leon Lett - Defensive Line: Rod Marinelli - Linebacker: Matt Eberflus - Secondary: Jerome Henderson - Assistente Secondary Joe Baker Allenatori dello special team - Coordinatore dello Special Team: Rich Bisaccia - Assistente dello Special Team/Kicker: Chris Boniol |

## Roster
| Roster dei Dallas Cowboys nel 2013 |
| --- |
| Quarterback - 18 Kyle Orton - 9 Tony Romo Running Back - 25 Lance Dunbar - 29 DeMarco Murray - 35 Joseph Randle - 34 Phillip Tanner Wide Receiver - 19 Miles Austin - 11 Cole Beasley - 88 Dez Bryant - 17 Dwayne Harris - 83 Terrance Williams Tight End - 89 Gavin Escobar - 84 James Hanna - 80 Dante Rosario - 87 Andre Smith - 82 Jason Witten Offensive Linemen - 62 David Arkin G - 73 Mackenzy Bernadeau G - 67 Phil Costa C - 70 Travis Frederick C - 78 Doug Free T - 65 Ronald Leary G - 78 Jermey Parnell T - 77 Tyron Smith T - 75 Darrion Weems T Defensive Linemen - 79 Ben Bass DT - -- Landon Cohen DT - 97 Jason Hatcher DT - 98 George Selvie DE - 53 Camerun Sheffield DE - 93 Anthony Spencer DE - 94 DeMarcus Ware DE - 51 Kyle Wilber Linebacker - 58 Kyle Bosworth MLB/OLB - 54 Bruce Carter LB - 52 Justin Durant LB - 57 DeVonte Holloman LB - 55 Edgar Jones OLB - 50 Sean Lee LB - 59 Ernie Sims LB Defensive Back - 26 Will Allen S - 39 Brandon Carr CB - 42 Barry Church S - 24 Morris Claiborne CB - 24 Eric Frampton S - 43 Jakar Hamilton S - 38 Jeff Heath S - 40 Danny McCray S - 32 Orlando Scandrick CB - 20 B.W. Webb CB - 27 J.J. Wilcox S Special Team - 5 Dan Bailey K - 6 Chris Jones P - 91 L.P. Ladouceur LS Lista delle riserve - -- Alex Albright OLB (IR) - 64 Travis Chappelear DE (IR) - 63 Ryan Cook C/G (IR) - -- Tyrone Crawford DE (IR) - 37 Matt Johnson FS (IR) - 71 Nate Livings G (IR) - 90 Jay Ratliff DT (PUP) Squadra di allenamento - 16 Tim Benford WR - 81 Danny Coale WR - 66 Ray Dominguez G - 43 Jakar Hamilton FS - 48 Cameron Lawrence OLB - 31 Micah Pellerin CB/FS - 7 Alex Tanney QB - 61 Jason Vega DE 53 attivi, 7 inattivi, 8 nella squadra di allenamento, 0 free agent |
| Legenda - I rookie sono in corsivo. - Il primo ruolo è il principale mentre gli eventuali successivi indicano i ruoli secondari. - (IR) sta per Injured Reserve ed indica la lista ristretta per un solo giocatore infortunato che può tornare ad allenarsi dopo la settimana 6 e a rientrare in prima squadra dopo che questa ha giocato 8 partite. - (NF-Inj.) / (NF-Ill.) stanno rispettivamente per Non-Football Injured e Non-Football Illness ed indicano le liste dove viene inserito un giocatore che ha un infortunio o una malattia non dipendente dal football americano. - (PUP) sta per Physically Unable to Perform ed indica la lista dove viene inserito un giocatore mentre è in attesa di recuperare la condizione fisica. Nella stagione regolare dopo la sesta partita giocata dalla propria squadra, il giocatore ha tempo tre settimane per riprendere ad allenarsi, più tre settimane aggiuntive dal suo rientro agli allenamenti per rientrare in prima squadra. |

## Calendario

### Stagione regolare
| Turno | Data               | Ora                | Avversario             | Risultato          | Risultato          | Stadio                  | TV                 | NFL.com recap      |
| Turno | Data               | Ora                | Avversario             | Punteggio          | Record             | Stadio                  | TV                 | NFL.com recap      |
| ----- | ------------------ | ------------------ | ---------------------- | ------------------ | ------------------ | ----------------------- | ------------------ | ------------------ |
| 1     | 8/9                | 7:30 p.m. CDT      | New York Giants        | V 36–31            | 1–0                | AT&T Stadium            | NBC                | Recap              |
| 2     | 15/9               | 12:00 p.m. CDT     | at Kansas City Chiefs  | S 16–17            | 1–1                | Arrowhead Stadium       | Fox                | Recap              |
| 3     | 22/9               | 12:00 p.m. CDT     | St. Louis Rams         | V 31–7             | 2–1                | AT&T Stadium            | Fox                | Recap              |
| 4     | 29/9               | 3:25 p.m. CDT      | at San Diego Chargers  | S 21–30            | 2–2                | Qualcomm Stadium        | Fox                | Recap              |
| 5     | 6/10               | 3:25 p.m. CDT      | Denver Broncos         | S 48–51            | 2–3                | AT&T Stadium            | CBS                | Recap              |
| 6     | 13/10              | 7:30 p.m. CDT      | Washington Redskins    | V 31–16            | 3–3                | AT&T Stadium            | NBC                | Recap              |
| 7     | 20/10              | 12:00 p.m. CDT     | at Philadelphia Eagles | V 17–3             | 4–3                | Lincoln Financial Field | Fox                | Recap              |
| 8     | 27/10              | 12:00 p.m. CDT     | at Detroit Lions       | S 30–31            | 4–4                | Ford Field              | Fox                | Recap              |
| 9     | 3/11               | 12:00 p.m. CST     | Minnesota Vikings      | V 27–23            | 5–4                | AT&T Stadium            | Fox                | Recap              |
| 10    | 10/11              | 7:30 p.m. CST      | at New Orleans Saints  | S 17–49            | 5–5                | Mercedes-Benz Superdome | NBC                | Recap              |
| 11    | Settimana di pausa | Settimana di pausa | Settimana di pausa     | Settimana di pausa | Settimana di pausa | Settimana di pausa      | Settimana di pausa | Settimana di pausa |
| 12    | 24/11              | 3:25 p.m. CST      | at New York Giants     | V 24–21            | 6–5                | MetLife Stadium         | Fox                | Recap              |
| 13    | 28/11              | 3:30 p.m. CST      | Oakland Raiders        | V 31–24            | 7–5                | AT&T Stadium            | CBS                | Recap              |
| 14    | 9/12               | 7:40 p.m. CST      | at Chicago Bears       | S 28–45            | 7–6                | Soldier Field           | ESPN               | Recap              |
| 15    | 15/12              | 3:25 p.m. CST      | Green Bay Packers      | S 36–37            | 7–7                | AT&T Stadium            | Fox                | Recap              |
| 16    | 22/12              | 12:00 p.m. CST     | at Washington Redskins | V 24–23            | 8–7                | FedExField              | Fox                | Recap              |
| 17    | 29/12              | 7:30 p.m. CST      | Philadelphia Eagles    | S 22–24            | 8–8                | AT&T Stadium            | NBC                | Recap              |

Note
- Gli avversari della propria division sono in grassetto.